# Frequenzband
Ein Frequenzband bezeichnet Frequenzbereiche, also Teilbereiche des elektromagnetischen Spektrums der zur technischen Kommunikation verwendeten elektromagnetischen Wellen.
Aufteilungen nach Frequenz, Wellenlänge oder Nutzung sind üblich. International sind verschiedene Bezeichnungen der Frequenzbänder in Gebrauch, deren Grenzen oft willkürlich nach dem aktuellen Erkenntnisstand in der Hochfrequenzphysik festgelegt wurden. In einer neuen Standardisierung durch die IEEE werden die Frequenzbänder systematisch gemäß den unterschiedlichen Eigenschaften der Frequenzen mit folglich logarithmisch ansteigender Bandgröße eingeteilt. Teilweise werden aber in der Literatur noch traditionelle Frequenzbandbezeichnungen benutzt, die in den nachfolgenden Tabellen spezifiziert sind.

## Radiofrequenzen

### Übersicht
| engl. Abk. | englische Bezeichnung                      | dt. Abk. | deutsche Bezeichnung                           | Frequenz- bereich | Wellenlänge  | technische Verwendung |
| --- | ------------------------------------------ | -------- | ---------------------------------------------- | ----------------- | ------------ | --- |
| ELF | Extremely Low Frequency                    | NF       | Niederfrequenz                                 | 3–30 Hz           | 100–10 Mm    | Schumann-Resonanz |
| SLF | Super Low Frequency                        | NF       | Niederfrequenz                                 | 30–300 Hz         | 10–1 Mm      | Stromnetz, (ehemals) U-Boot-Kommunikation bis 300 m Tiefe |
| ULF | Ultra Low Frequency                        | NF       | Niederfrequenz                                 | 0,3–3 kHz         | 1000–100 km  | |
| VLF | Very Low Frequency                         | SLW      | Niederfrequenz, Längstwellen, Myriameterwellen | 3–30 kHz          | 100–10 km    | U-Boot-Kommunikation bis 30 m Tiefe, Pulsuhren |
| LF | Low Frequency                              | LW       | Langwellen, Kilometerwellen                    | 30–300 kHz        | 10–1 km      | Langwellenrundfunk, Zeitzeichensender/Funkuhren, terrestrische Navigation, Amateurfunkdienst                                                                    |
| MF | Medium Frequency                           | MW       | Mittelwellen, Hektometerwellen                 | 0,3–3 MHz         | 1000–100 m   | Mittelwellenrundfunk, teilweise Kurzwellenrundfunk, teilweise Grenzwelle, militärischer Flugfunk (teilweise), Lawinenverschüttetensuchgeräte, Amateurfunkdienst |
| HF | High Frequency                             | KW       | Kurzwellen, Dekameterwellen                    | 3–30 MHz          | 100–10 m     | teilweise Kurzwellenrundfunk, teilweise Grenzwelle, Amateurfunkdienst, RFID                                                                                     |
| VHF | Very High Frequency                        | UKW      | Ultrakurzwellen, Meterwellen                   | 30–300 MHz        | 10–1 m       | Fernsehen, Funknavigation, Flugfunk, UKW-Rundfunk, DAB+, DVB-C, Radar, BOS-Funk, Amateurfunkdienst, Seefunk, AIS                                                |
| UHF | Ultra High Frequency                       | µW       | UHF-Frequenzband, Dezimeterwellen              | 0,3–3 GHz         | 10–1 dm      | Fernsehen, Mikrowellenherd, WLAN, Bluetooth, DVB-T, DVB-T2, DVB-C, DAB+, LoRa, LTE                                                                              |
| SHF | Super High Frequency                       | cmW      | Zentimeterwellen                               | 3–30 GHz          | 10–1 cm      | Radar, Richtfunk, Satellitenrundfunk, WLAN, RTLS, Short Range Devices, Amateurfunkdienst, Elektronenspinresonanz-Spektroskopie (EPR)                            |
| EHF | Extremely High Frequency                   | mmW      | Millimeterwellen                               | 30–300 GHz        | 10–1 mm      | Radar, Richtfunk, Amateurfunkdienst, Wireless Gigabit |
| THF | Tremendously High Frequency                |          |                                                | 300 GHz–3 THz     | 1–0,1 mm     | |
| Grenze des gemäß „Frequenzbereichszuweisungsplan“ der Internationalen Fernmeldeunion (VO Funk) regulierten Spektrums. |                                            |          |                                                |                   |              | |
| |                                            | IR       | Infrarotstrahlung                              | 0,3–385 THz       | 1000–0,78 µm | Temperaturmessung, Amateurfunkdienst |
| FIR | Far Infrared                               | FIR      | Fernes Infrarot / Terahertzstrahlung           | 0,3–20 THz        | 1000–15 µm   | Sicherheitstechnik, Materialprüfung |
| LWIR/ TIR | Long Wavelength Infrared/ Thermal Infrared |          | langwelliges Infrarot/ thermisches Infrarot    | 20–37,5 THz       | 15–8 µm      | |
| MWIR | Mid Wavelength Infrared                    |          |                                                | 37,5–100 THz      | 8–3 µm       | |
| SWIR | Short Wavelength Infrared                  |          | Kurzwelliges Infrarot                          | 100–214 THz       | 3–1,4 µm     | |
| NIR | Near Infrared                              |          | Nahes Infrarot                                 | 100–385 THz       | 3,0–0,78 µm  | Lichtschranken, Fernbedienungen, Lichtwellenleiter, IrDA |
| VIS | Visible Light                              |          | sichtbares Licht                               | 385–750 THz       | 780–400 nm   | Beleuchtung, Lichtwellenleiter |

Bemerkungen:
- Elektrische Leitungen, die mit niederfrequenten technischen Wechselströmen beschickt werden, sind auf Grund ihrer im Vergleich zur Wellenlänge (mehrere 1000 km!) geringen Länge sehr schlechte Strahler. Allerdings gelingt durch hohe Windungszahlen und sehr massive magnetische Kopplung (Weicheisen- oder Ferrit-Kern) gute Energieübertragung im Transformator.
- Der Übergang von Hertzschen Wellen (Wellenlängen zwischen 10 km und 1 cm) zur Infrarotstrahlung wird u. a. von der Art der Detektion geprägt. Hertzsche Wellen werden durch Antennen detektiert, die eine Hochfrequenz liefern. Infrarot (und höhere Frequenzen) werden durch ihre Wärmewirkung bzw. durch Ionisierung von Molekülen und Atomen detektiert.

### Physikalische Implikationen
Die Auswahl eines Frequenzbands hat nicht nur Bedeutung für die erforderliche technische Ausrüstung, sie wirkt sich auch auf die Ausbreitungsbedingungen der darin übertragenen Signale aus. Im funktechnisch genutzten Spektrum kann man grob folgende Teile (mit fließenden Übergängen) unterscheiden:
- Niedrige Frequenzen haben eine große Reichweite durch Bodenwellen-Ausbreitung.
- Kurzwellen eignen sich wegen der Reflexion ihrer Raumwelle an Schichten der Ionosphäre für sehr große Reichweiten, eine KW-Funkstelle kann im Optimalfall Verbindung mit allen Kontinenten herstellen. Dafür sind hier die Bedingungen sehr wechselhaft, abhängig vom Funkwetter und je nach Frequenzband verschieden.
- Höhere Frequenzen (mit Übergang im Meterwellenbereich) verhalten sich quasioptisch, also ähnlich wie sichtbares Licht. Sie haben somit eine deutlich kleinere Reichweite (idealtypisch bis zum Radiohorizont), dafür treten kaum Feldstärkeschwankungen auf.
- Bei sehr hohen Frequenzen (Millimeterwellen und kürzer) wird die Ausbreitung außerdem durch Bestandteile der Luft beeinträchtigt.

### Rundfunk
Für die Rundfunkfrequenzbereiche oberhalb von 30 MHz werden üblicherweise Kurzbezeichnungen verwendet.
Diese Rundfunkbänder werden mit römischen Zahlen von I bis V bezeichnet.
Die Bandgrenzen sind in verschiedenen Quellen und internationalen Abkommen definiert. Historisch bedingt weichen diese Frequenzangaben zum Teil voneinander ab.
Ob der jeweilige Frequenzbereich für den Rundfunk überhaupt nutzbar ist und auch tatsächlich genutzt wird, ist wiederum von Land zu Land unterschiedlich.

#### Terrestrische Rundfunkbänder und ihre Bezeichnungen bei der ITU und CEPT
| Band I | Band II  | Band III | Band IV | Band V  | 1,5-GHz-Band („L-Band“) | Quelle                                       |
| ------ | -------- | -------- | ------- | ------- | ----------------------- | -------------------------------------------- |
| 41–68  | 87,5–100 | 162–230  | 470–582 | 582–960 | –                       | ST61 Fußnote zu Annex 1                      |
| 47–68  | 87,5–108 | 174–240  | –       | –       | 1452–1492               | WI95revMA02 Fußnote zu Annex 2 Chapter 2.2.3 |
| –      | –        | –        | –       | –       | 1452–1479,5             | MA02                                         |
| –      | –        | 174–230  | 470–582 | 582–862 | –                       | GE06 Annex 2 Chapter 1.1.2                   |
| 47–68  | 87,5–108 | 174–230  | 470–582 | 582–960 | –                       | ITU-R V.431-7 Table 3 (für ITU-Region 1)     |

#### OIRT-Band
Zusätzlich zu den von der ITU für Rundfunk vorgesehenen Bänder I bis V gibt es noch das so genannte OIRT-Band. Dieses wird seit langer Zeit von einigen Mitgliedsländern der OIRT in Osteuropa zur Verbreitung von FM-Hörfunk verwendet. Es reicht von 65,9 MHz bis 73,1 MHz und überschneidet sich von 65,9 MHz bis 68 MHz mit dem Rundfunkband I. Heute findet es nur noch in wenigen Ländern (z. B. in Russland, Belarus und der Ukraine) Verwendung.

#### Japanisches VHF-Rundfunkband
In Japan reicht das UKW-Band von 76 bis 95 MHz; das unmittelbar daran anschließende japanische Fernsehband I reicht von 90 bis 108 MHz (drei Analogkanäle). Die Obergrenze wurde 2014 von 90 auf 95 MHz angehoben.

#### 1,5-GHz-Band („L-Band“)
Oberhalb von Band V ist das 1,5-GHz-Band – das sogenannte L-Band – für terrestrische Rundfunkanwendungen vorgesehen. Hier hat sich noch keine Fortschreibung der oben genannten Nomenklatur mittels römischer Zahlen durchgesetzt. Vermutlich deshalb, weil dieser Frequenzbereich nur auf europäischer Ebene (CEPT) und nicht auf größerer, internationaler Ebene (ITU) für den terrestrischen Rundfunk überplant worden ist. Der Begriff „L-Band“ ist keine offizielle Bezeichnung für diesen Rundfunkfrequenzbereich. Er leitet sich vom Radar-Frequenzbereich „L“ ab (1 bis 2 GHz).

#### Terrestrische Nutzung der Rundfunkbänder oberhalb 30 MHz in Europa
| Band                    | Rundfunkdienste (in Europa)                     | andere Dienste                                                                          |
| ----------------------- | ----------------------------------------------- | --------------------------------------------------------------------------------------- |
| Band I 47–68 MHz        | Analoges Fernsehen (eingestellt)                | Fester Funkdienst Amateurfunkdienst, 6-m-Band Kabelinternet …                           |
| OIRT-Band 74–85,8 MHz   | Hörfunk (FM)                                    | Fester Funkdienst BOS-Funk Amateurfunkdienst, 4-m-Band …                                |
| Band II 87,5–108 MHz    | UKW-Hörfunk (FM)                                |                                                                                         |
| Band III 174–230 MHz    | Analoges Fernsehen (eingestellt) DAB+ DVB-T DMB | DVB-C drahtlose Mikrofone                                                               |
| Band IV 470–582 MHz     | DVB-T DVB-T2 DVB-H                              | DVB-C drahtlose Mikrofone 470–494 MHz: nichtnavigatorischer Ortungsfunk (Wind Profiler) |
| Band V 582–862 MHz      | DVB-T DVB-T2 DVB-H                              | DVB-C LTE drahtlose Mikrofone 608–614 MHz: Radioastronomiefunkdienst                    |
| 1,5-GHz-Band („L-Band“) | DAB+ DMB                                        |                                                                                         |

#### Frequenznutzung im Breitbandkabel
Siehe Kabelfernsehen.

### Mikrowellenbereich
Im Zweiten Weltkrieg dienten Hochfrequenzen im GHz-Bereich der Radar-Ortung. Zur Geheimhaltung erhielten die Frequenzbänder zufällig ausgewählte Buchstaben. So war L möglicherweise die Abkürzung für long-band, S für short, C für compromise between L and S. Die Abkürzungen K und Ku (früher auch als Ku geschrieben) gehen auf die deutschen Bezeichnungen kurz und kurz-unten zurück. Heute kennzeichnen die Buchstaben auch die Sendebereiche von Satelliten.
Die ITU versucht, die Frequenzzuordnungen zu den Frequenzbandnamen zu vereinheitlichen:
| Band |                       |                |
| Band | Frequenzbereich (GHz) | nach ITU (GHz) |
| ---- | --------------------- | -------------- |
| L    | 1–2,6                 | 1–2            |
| S    | 2,6–3,95              | 2–4            |
| C    | 3,95–5,8              | 4–8            |
| J    | 5,85–8,2              |                |
| X    | 8,2–12,4              | 8–12           |
| Ku   | 12,4–18               | 12–18          |
| K    | 18–26,5               | 18–27          |
| Ka   | 26,5–40               | 27–40          |
| Q    | 33–50                 |                |
| U    | 40–60                 |                |
| V    | 50–75                 |                |
| E    | 60–90                 | 60–90          |
| W    | 75–110                | 80–110         |
| F    | 90–140                |                |
| D    | 110–170               |                |
| G    | 140–220               |                |
| Y    | 170–260               |                |
| J    | 220–325               |                |

Im Satellitenfunk wird dagegen meistens diese Einteilung verwendet. (Einige Frequenzen für Forschungssatelliten und Raumsonden fehlen noch.)
| Band       | Dienst                             | Frequenzbereich (GHz) | Frequenzbereich (GHz)  |
| Band       | Dienst                             | Downlink              | Uplink                 |
| ---------- | ---------------------------------- | --------------------- | ---------------------- |
| P          |                                    | 0,23–1                | 0,23–1                 |
| L          |                                    | 1,53–2,7              | 1,53–2,7               |
| S          |                                    | 2,7–3,5               | 2,7–3,5                |
| C          |                                    | 3,4–4,2               | 5,925–6,425            |
| X          | Militär-Kommunikations- Satelliten | 7,25–7,75             | 7,9–8,4                |
| X          | Forschungsfunk Anm. 1              | 8,4–8,5               | 7,145–7,235            |
| Ku Europa  | fixed-satellite service            | 10,7–11,7             | 12,75–13,25 13,75–14,5 |
| Ku Europa  | BSS                                | 11,7–12,5             | 17,3–18,1              |
| Ku Europa  | SMS                                | 12,5–12,75            | 12,75–13,25 13,75–14,5 |
| Ku Amerika | FSS                                | 11,7–12,2             | 14–14,5                |
| Ku Amerika | BSS                                | 12,2–12,7             | 17,3–17,8              |
| Ka         | Datenfunk über Satellit            | 17,7–21,2             | 27,5–31                |

### Militärische Bezeichnungen
Die in NATO-Europa verbindlichen Bezeichnungen für Frequenzbänder sind im ARFA-Handbuch veröffentlicht. Diese finden auch Verwendung bei grenzüberschreitenden Frequenznutzungen mit Nachbarländern oder UN-Missionen mit NATO-Beteiligung. Zudem sind diese Bezeichnungen weitgehend kompatibel mit den US-Streitkräften.
| Band | Frequenzbereich |
| ---- | --------------- |
| A    | 000–250 MHz     |
| B    | 250–500 MHz     |
| C    | 0,5–001 GHz     |
| D    | 001–002 GHz     |
| E    | 002–003 GHz     |
| F    | 003–004 GHz     |
| G    | 004–006 GHz     |
| H    | 006–008 GHz     |
| I    | 008–010 GHz     |
| J    | 010–020 GHz     |
| K    | 020–040 GHz     |
| L    | 040–060 GHz     |
| M    | 060–100 GHz     |
| N    | 100–200 GHz     |
| O    | 200–300 GHz     |

Anmerkung: Bei Zusammenarbeit zivile Organisationen / NATO ggf. hilfreich.

### Zuweisungen zu Funkdiensten (Auswahl)
Dies sind Zuweisungen bis 137 MHz aus den Tabellen in Kapitel 5 der Vollzugsordnung für den Funkdienst (VO Funk/Radioreglement), aufgelistet vorzugsweise mit den Frequenzangaben für ITU-Region 1 (in der die deutschsprachigen Länder liegen), ggf. mit Hinweis auf Abweichungen bei anderen ITU-Regionen. Allerdings sind in der VO Funk zahlreiche Sonderregelungen aufgeführt, einschließlich solcher, die Ländern in ihren landeseigenen Frequenzplänen Abweichungen erlauben. Gegebenenfalls können also, je nach den Ausbreitungsbedingungen insbesondere im Kurzwellenbereich, auf einer Frequenz Signale zu empfangen sein, die im eigenen Land dafür nicht vorgesehen ist.
Der Übersicht halber sind in der Tabelle Funkdienste zusammengefasst, Prioritäten (bei sich überlappenden Bereichen) ignoriert und Zuweisungen für Feste und Bewegliche Funkdienste weggelassen worden, die nicht ausdrücklich auf Flug- oder Seefunkdienst beschränkt sind.
Stand: überwiegend nach der Weltfunkkonferenz 2019 (VO Funk Ausgabe 2020, Deutschland Januar 2021, Österreich 16. Dezember 2016, Schweiz 1. Januar 2021).
| Verwendung           | von kHz | bis kHz | allgemeine Anmerkung            | ITU-Regionen 2 und 3                                                                 | Deutschland | Österreich                          | Schweiz                                                                     |
| -------------------- | ------- | ------- | ------------------------------- | ------------------------------------------------------------------------------------ | --- | ----------------------------------- | --------------------------------------------------------------------------- |
| Wetterhilfen         | 8,3     | 11,3    |                                 |                                                                                      | bis 14 |                                     |                                                                             |
| Navigation           | 9       | 14      |                                 |                                                                                      | |                                     |                                                                             |
| beweglicher Seefunk  | 14      | 19,95   |                                 |                                                                                      | Hier nicht |                                     |                                                                             |
| Zeitzeichen          | 19,95   | 20,05   |                                 |                                                                                      | |                                     |                                                                             |
| beweglicher Seefunk  | 20,05   | 90      |                                 | Region 1 ohne 70–72 und ohne 84–86                                                   | gemäß Region 1 | gemäß Region 1                      | Hier nicht                                                                  |
| Ortung               | 70      | 90      |                                 | Nur Region 2                                                                         | gemäß Region: hier nicht | gemäß Region: hier nicht            | stattdessen 72–84 Zeitzeichen                                               |
| Navigation           | 70      | 495     |                                 | Region 1 ohne 130–255, Region 2 ohne 130–190                                         | ohne 72–84, 86–90, 110–112 und 129–255 | ohne 130–255                        | ohne 130–255                                                                |
| Ortung               | 110     | 130     |                                 | Nur Region 2                                                                         | gemäß Region: hier nicht | gemäß Region: hier nicht            | gemäß Region: hier nicht                                                    |
| beweglicher Seefunk  | 110     | 148,5   |                                 | Regionen 2 und 3 bis 160, Region 1 ohne 112–115 und ohne 126–129                     | gemäß Region 1 | gemäß Region 1                      | Hier nicht                                                                  |
| Amateurfunk          | 135,7   | 137,8   | 2200-Meter-Band                 |                                                                                      | |                                     |                                                                             |
| Rundfunk             | 148,5   | 283,5   | Langwellenrundfunk              | Nur Region 1                                                                         | |                                     |                                                                             |
| beweglicher Flugfunk | 200     | 285     |                                 | Nur Regionen 2 und 3                                                                 | gemäß Region: hier nicht | gemäß Region: hier nicht            | gemäß Region: hier nicht                                                    |
| beweglicher Flugfunk | 325     | 415     |                                 | Nur Regionen 2 und 3                                                                 | gemäß Region: hier nicht | gemäß Region: hier nicht            | gemäß Region: hier nicht                                                    |
| beweglicher Seefunk  | 415     | 526,5   |                                 | Region 2 bis 525                                                                     | außerdem 442,2–450 Funkanwendungen geringer Reichweite und 456,9–457,1 Notfallortung von Verschütteten und Wertgegenständen                                     | nur bis 495                         | nur 495–505                                                                 |
| Amateurfunk          | 472     | 479     | 630-Meter-Band                  |                                                                                      | |                                     |                                                                             |
| beweglicher Flugfunk | 505     | 526,5   |                                 | Nur Region 3                                                                         | gemäß Region: hier nicht | stattdessen beweglicher Seefunk     | gemäß Region: hier nicht                                                    |
| Navigation           | 505     | 526,5   |                                 | Region 2 510–535                                                                     | |                                     |                                                                             |
| Rundfunk             | 526,5   | 1606,5  | Mittelwellenrundfunk            | Region 2 525–1705                                                                    | |                                     |                                                                             |
| beweglicher Seefunk  | 1606,5  | 1625    |                                 | Nur Region 1                                                                         | |                                     |                                                                             |
| Navigation           | 1606,5  | 2000    |                                 | Nur Region 3 sowie 1705–1800 und ab 1850 auch Region 2                               | gemäß Region: hier nicht | gemäß Region: hier nicht            | gemäß Region: hier nicht                                                    |
| Ortung               | 1625    | 1810    |                                 | Region 1 bis 1635 und ab 1800, Region 2 bis 1800 und 1850–2000, Region 3 1606,5–2000 | gemäß Region 1: ohne 1635–1800 | schon ab 1606,5 aber ohne 1635–1800 | gemäß Region 1: ohne 1635–1800                                              |
| beweglicher Seefunk  | 1635    | 1800    |                                 | Nur Region 1                                                                         | |                                     |                                                                             |
| Amateurfunk          | 1810    | 1850    | 160-Meter-Band                  | Regionen 2 und 3 1800–2000                                                           | bis 2000 | bis 1950                            |                                                                             |
| Wetterhilfen         | 2025    | 2045    |                                 | Nur Region 1                                                                         | Hier nicht |                                     | Hier nicht                                                                  |
| beweglicher Seefunk  | 2045    | 2160    |                                 | Regionen 2 und 3 2065–2107                                                           | |                                     |                                                                             |
| Ortung               | 2160    | 2170    |                                 | Nur Region 1                                                                         | schon ab 1850 |                                     |                                                                             |
| beweglicher Seefunk  | 2170    | 2194    | 2173,5–2190,5 Notfall und Anruf |                                                                                      | |                                     |                                                                             |
| Rundfunk             | 2300    | 2498    | 120-Meter-Band                  | Regionen 2 und 3 nur bis 2495                                                        | Hier nicht | Hier nicht                          | Hier nicht                                                                  |
| Zeitzeichen          | 2498    | 2502    |                                 | Regionen 2 und 3 2495–2505                                                           | |                                     |                                                                             |
| Weltraumforschung    | 2501    | 2502    |                                 |                                                                                      | |                                     |                                                                             |
| beweglicher Seefunk  | 2625    | 2650    |                                 | Nur Region 1                                                                         | Hier nicht |                                     |                                                                             |
| Navigation           | 2625    | 2650    |                                 | Nur Region 1                                                                         | Hier nicht |                                     |                                                                             |
| beweglicher Flugfunk | 2850    | 3155    |                                 |                                                                                      | |                                     |                                                                             |
| Rundfunk             | 3200    | 3400    | 90-Meter-Band                   |                                                                                      | Hier nicht | Hier nicht                          | Hier nicht                                                                  |
| beweglicher Flugfunk | 3400    | 3500    |                                 |                                                                                      | |                                     |                                                                             |
| Amateurfunk          | 3500    | 3800    | 80-Meter-Band                   | Region 2 bis 4000, Region 3 bis 3900                                                 | |                                     |                                                                             |
| beweglicher Flugfunk | 3800    | 3950    |                                 | Nicht Region 2; Region 3 erst ab 3900                                                | erst ab 3900 |                                     |                                                                             |
| Rundfunk             | 3950    | 4000    | 75-Meter-Band                   | Nicht Region 2; Region 3 ab 3900                                                     | |                                     |                                                                             |
| beweglicher Seefunk  | 4000    | 4438    |                                 |                                                                                      | |                                     |                                                                             |
| Ortung               | 4438    | 4488    |                                 |                                                                                      | | Hier nicht                          |                                                                             |
| beweglicher Flugfunk | 4650    | 4850    |                                 | Regionen 2 und 3 nur bis 4750                                                        | |                                     |                                                                             |
| Rundfunk             | 4750    | 5060    | ohne 4995–5005; 60-Meter-Band   |                                                                                      | Hier nicht | Hier nicht                          | Hier nicht                                                                  |
| Zeitzeichen          | 4995    | 5005    |                                 |                                                                                      | |                                     |                                                                             |
| Weltraumforschung    | 5003    | 5005    |                                 |                                                                                      | |                                     |                                                                             |
| Ortung               | 5250    | 5275    |                                 |                                                                                      | | Hier nicht                          |                                                                             |
| Amateurfunk          | 5351,5  | 5366,5  | 60-Meter-Band                   |                                                                                      | | schon ab 5351,3                     |                                                                             |
| beweglicher Flugfunk | 5450    | 5730    |                                 |                                                                                      | schon ab 5366,5 |                                     |                                                                             |
| Rundfunk             | 5900    | 6200    | 49-Meter-Band                   |                                                                                      | |                                     |                                                                             |
| beweglicher Seefunk  | 6200    | 6525    |                                 |                                                                                      | |                                     |                                                                             |
| beweglicher Flugfunk | 6525    | 6765    |                                 |                                                                                      | |                                     |                                                                             |
| ISM-Band             | 6765    | 6795    |                                 |                                                                                      | Funkanwendungen geringer Reichweite |                                     |                                                                             |
| Amateurfunk          | 7000    | 7200    | 40-Meter-Band                   | Region 2 bis 7300                                                                    | |                                     |                                                                             |
| Rundfunk             | 7200    | 7450    | 41-Meter-Band                   | Region 2 7300–7400                                                                   | |                                     |                                                                             |
| beweglicher Seefunk  | 8100    | 8815    |                                 |                                                                                      | |                                     |                                                                             |
| beweglicher Flugfunk | 8815    | 9040    |                                 |                                                                                      | |                                     |                                                                             |
| Ortung               | 9305    | 9355    |                                 | Nicht Region 2                                                                       | | Hier nicht                          |                                                                             |
| Rundfunk             | 9400    | 9900    | 31-Meter-Band                   |                                                                                      | |                                     |                                                                             |
| Zeitzeichen          | 9995    | 10 005  |                                 |                                                                                      | |                                     |                                                                             |
| Weltraumforschung    | 10 003  | 10 005  |                                 |                                                                                      | |                                     |                                                                             |
| beweglicher Flugfunk | 10 005  | 10 100  |                                 |                                                                                      | |                                     |                                                                             |
| Amateurfunk          | 10 100  | 10 150  | 30-Meter-Band                   |                                                                                      | |                                     |                                                                             |
| beweglicher Flugfunk | 11 175  | 11 400  |                                 |                                                                                      | |                                     |                                                                             |
| Rundfunk             | 11 600  | 12 100  | 25-Meter-Band                   |                                                                                      | |                                     |                                                                             |
| beweglicher Seefunk  | 12 230  | 13 200  |                                 |                                                                                      | |                                     |                                                                             |
| beweglicher Flugfunk | 13 200  | 13 360  |                                 |                                                                                      | |                                     |                                                                             |
| Radioastronomie      | 13 360  | 13 410  |                                 |                                                                                      | | Hier nicht                          |                                                                             |
| Ortung               | 13 450  | 13 550  |                                 |                                                                                      | | Hier nicht                          |                                                                             |
| ISM-Band             | 13 553  | 13 567  |                                 |                                                                                      | Funkanwendungen geringer Reichweite |                                     |                                                                             |
| Rundfunk             | 13 570  | 13 870  | 23-Meter-Band                   |                                                                                      | |                                     |                                                                             |
| Amateurfunk          | 14 000  | 14 350  | 20-Meter-Band                   |                                                                                      | |                                     |                                                                             |
| Zeitzeichen          | 14 990  | 15 010  |                                 |                                                                                      | |                                     |                                                                             |
| Weltraumforschung    | 15 005  | 15 010  |                                 |                                                                                      | |                                     |                                                                             |
| beweglicher Flugfunk | 15 010  | 15 100  |                                 |                                                                                      | |                                     |                                                                             |
| Rundfunk             | 15 100  | 15 800  | 19-Meter-Band                   |                                                                                      | |                                     |                                                                             |
| Ortung               | 16 100  | 16 200  |                                 |                                                                                      | | Hier nicht                          |                                                                             |
| beweglicher Seefunk  | 16 360  | 17 410  |                                 |                                                                                      | |                                     |                                                                             |
| Rundfunk             | 17 480  | 17 900  | 16-Meter-Band                   |                                                                                      | |                                     |                                                                             |
| beweglicher Flugfunk | 17 900  | 18 030  |                                 |                                                                                      | |                                     |                                                                             |
| Weltraumforschung    | 18 052  | 18 068  |                                 |                                                                                      | Hier nicht | Hier nicht                          |                                                                             |
| Amateurfunk          | 18 068  | 18 168  | 17-Meter-Band                   |                                                                                      | |                                     |                                                                             |
| beweglicher Seefunk  | 18 780  | 18 900  |                                 |                                                                                      | |                                     |                                                                             |
| Rundfunk             | 18 900  | 19 020  | 15-Meter-Band                   |                                                                                      | |                                     |                                                                             |
| beweglicher Seefunk  | 19 680  | 19 800  |                                 |                                                                                      | |                                     |                                                                             |
| Weltraumforschung    | 19 990  | 19 995  |                                 |                                                                                      | |                                     |                                                                             |
| Zeitzeichen          | 19 990  | 20 010  |                                 |                                                                                      | |                                     |                                                                             |
| Amateurfunk          | 21 000  | 21 450  | 15-Meter-Band                   |                                                                                      | |                                     |                                                                             |
| Rundfunk             | 21 450  | 21 850  | 13-Meter-Band                   |                                                                                      | |                                     |                                                                             |
| beweglicher Flugfunk | 21 924  | 22 000  |                                 |                                                                                      | |                                     |                                                                             |
| beweglicher Seefunk  | 22 000  | 22 855  |                                 |                                                                                      | |                                     |                                                                             |
| beweglicher Flugfunk | 23 200  | 23 350  |                                 |                                                                                      | |                                     |                                                                             |
| Ortung               | 24 450  | 24 600  |                                 | Region 2 bis 24650                                                                   | | Hier nicht                          |                                                                             |
| Amateurfunk          | 24 890  | 24 990  | 12-Meter-Band                   |                                                                                      | |                                     |                                                                             |
| Zeitzeichen          | 24 990  | 25 010  |                                 |                                                                                      | |                                     |                                                                             |
| Weltraumforschung    | 25 005  | 25 010  |                                 |                                                                                      | |                                     |                                                                             |
| beweglicher Seefunk  | 25 070  | 25 210  |                                 |                                                                                      | |                                     |                                                                             |
| Radioastronomie      | 25 550  | 25 670  |                                 |                                                                                      | |                                     |                                                                             |
| Rundfunk             | 25 670  | 26 100  | 11-Meter-Band                   |                                                                                      | |                                     |                                                                             |
| beweglicher Seefunk  | 26 100  | 26 175  |                                 |                                                                                      | |                                     |                                                                             |
| Ortung               | 26 200  | 26 350  |                                 | Region 2 bis 26420                                                                   | | Hier nicht                          |                                                                             |
| ISM-Band             | 26 957  | 27 283  |                                 |                                                                                      | Funkanwendungen geringer Reichweite; 26990–27150, 27190–27200 und 27250–27260 Fernsteuerung von Modellen                                                        |                                     |                                                                             |
| Wetterhilfen         | 27 500  | 28 000  |                                 |                                                                                      | Hier nicht |                                     |                                                                             |
| Amateurfunk          | 28 000  | 29 700  | 10-Meter-Band                   |                                                                                      | |                                     |                                                                             |
| Weltraumforschung    | 30 005  | 30 010  |                                 |                                                                                      | | Hier nicht                          | Hier nicht                                                                  |
| Radioastronomie      | 37 500  | 38 250  |                                 |                                                                                      | erst ab 37750; 32475–34325, 34475–35825 und 36610–38125 Funkmikrofone; 35005–35205 und 35815–35915 Fernsteuerung von Flugmodellen                               |                                     |                                                                             |
| Ortung               | 39 000  | 39 500  |                                 | Nicht Region 2; Region 3 39500–40000                                                 | | Hier nicht                          |                                                                             |
| Weltraumforschung    | 39 986  | 40 020  |                                 |                                                                                      | Hier nicht |                                     |                                                                             |
| ISM-Band             | 40 660  | 40 700  |                                 |                                                                                      | Funkanwendungen geringer Reichweite, Fernsteuerung von Modellen; Letzteres auch 40710–40740, 40760–40790, 40810–40840, 40860–40890, 40910–40940 und 40960–40990 |                                     |                                                                             |
| Weltraumforschung    | 40 980  | 41 015  |                                 |                                                                                      | Hier nicht |                                     |                                                                             |
| Ortung               | 42 000  | 42 500  |                                 | Nur Region 1                                                                         | stattdessen 46000–68000 | Hier nicht                          | Hier nicht                                                                  |
| Rundfunk             | 47 000  | 68 000  | Einzelheiten siehe oben         | Region 2 54000–72000, Region 3 ohne 50000–54000                                      | Hier nicht |                                     | Hier nicht                                                                  |
| Amateurfunk          | 50 000  | 52 000  | 6-Meter-Band                    | Regionen 2 und 3 bis 54000                                                           | nur 50030–51000 |                                     |                                                                             |
| Radioastronomie      | 73 000  | 74 600  |                                 | Nur Region 2                                                                         | gemäß Region: hier nicht | 70450–74800                         | 70450–74800                                                                 |
| Navigation           | 74 800  | 75 200  |                                 |                                                                                      | |                                     |                                                                             |
| Rundfunk             | 87 500  | 108 000 | Einzelheiten siehe oben         | Region 2 ab 76000, Region 3 ab 87000                                                 | außerdem Ortsfeste Tonübertragung und Funkanwendungen geringer Reichweite                                                                                       |                                     |                                                                             |
| Navigation           | 108 000 | 117 975 |                                 |                                                                                      | ohne 111975–112000 |                                     |                                                                             |
| beweglicher Flugfunk | 117 975 | 137 000 |                                 |                                                                                      | schon ab 108000 | schon ab 108000                     | schon ab 108000; 121450–121550 auch Satellitenfunk (Richtung Erde→Weltraum) |

### Frequenzen und Dienste (Auswahl)
| Band / Dienst                  | Bandgrenze in MHz | Bandgrenze in MHz | Bemerkung |
| Band / Dienst                  | unten             | oben              | Bemerkung |
| ------------------------------ | ----------------- | ----------------- | --- |
| LW-Radio                       | 0,1485            | 0,2835            | Nur in Europa, Nordafrika, den GUS-Staaten und der Mongolei für Rundfunk genutzt.                                                                                  |
| Oberes LW-Band                 | 0,2000            | 0,5260            | für ungerichtete (Flug)Funkfeuer (ungerichtetes Funkfeuer, NDB) |
| MW-Radio                       | 0,5265            | 1,6065            | in den USA bis 1700 kHz, auch in Europa einige Sender außerhalb des regulären Bandes                                                                               |
| KW-Radio                       | 5,9               | 26,1              | in mehreren Bändern, dazwischen auch andere Anwendungen, zum Beispiel der Amateurfunkdienst                                                                        |
| CB-Funk                        | 26,565            | 27,405            | 11-m-Band |
| RC-Modellbau                   | 35,1              | 35,9              | 35 MHz für Flugmodelle |
| Drahtlose Mikrofone            | 36,7              | 37,1              | Drahtlostechnik der ersten Generation, veraltet, aktuell noch für Personenführungsanlagen                                                                          |
| RC-Modellbau                   | 40,4              | 40,6              | |
| ISM                            | 40,665            | 40,695            | |
| Rundfunk Band I                | 47                | 68                | ehemals analoges Fernsehen |
| OIRT-Band                      | 65,9              | 73,1              | FM-Hörfunk in Osteuropa (außer ehemalige DDR), auslaufend |
| 4-Meter-Band                   | 66                | 87,49             | BOS-Funk (Deutschland) |
| Rundfunk Band II               | 87,5              | 108               | UKW-FM-Radio (in Europa) |
| Navigationsfunkdienst          | 108               | 117,975           | Drehfunkfeuer (Very High Frequency Omnidirectional Radio Range, VOR) und Landekurssender (Localizer) des Instrumentenlandesystems (Instrument Landing System, ILS) |
| Flugfunkdienst                 | 118,000           | 137               | Flugfunk |
| Amateurfunkdienst 2 m          | 144               | 146               | (VHF) |
| Mobiler Seefunkdienst          | 156               | 162               | Mobiler Seefunkdienst (Ultrakurzwelle) |
| Rundfunk Band III              | 174               | 230               | analoges Fernsehen (nur noch über Kabel), DVB-T, DAB, Funkmikrofone                                                                                                |
| UHF                            | 328               | 336               | Gleitwegsender |
| GSM 400                        | 380,2             | 496,0             | Digitaler BOS-Funk + Zivil- bzw. Betriebsfunk |
| Amateurfunkdienst 70 cm        | 430               | 440               | (UHF) |
| ISM                            | 433,05            | 434,79            | SRD |
| KDR                            | 444,600           | 444,875           | Kurzstreckenfunk (in Skandinavien) |
| PMR                            | 446,000           | 446,200           | [ 14 ] |
| LTE Uplink                     | 703               | 733               | E-UTRA Band 28 nach Digitale Dividende II |
| Duplex-Lücke unspezifiziert    | 733               | 758               | nach Digitale Dividende II |
| LTE Downlink                   | 758               | 788               | E-UTRA Band 28 nach Digitale Dividende II |
| LTE Downlink                   | 790               | 814               | E-UTRA Band 20 nach Digitale Dividende I |
| Duplex-Lücke für Funkmikrofone | 822               | 832               | nach Digitale Dividende I |
| LTE Uplink                     | 838               | 862               | E-UTRA Band 20 nach Digitale Dividende I |
| SRD                            | 863               | 864,5             | analoge Audioübertragungen (Funkkopfhörer, Funklautsprecher etc.)                                                                                                  |
| SRD 868-MHz-Band               | 868               |                   | SRD, Funk-Außenthermometer |
| GSM 850                        | 824               | 894               | GSM-Netze Amerika |
| GSM 900                        | 870,4             | 960,0             | D-Netze, GSM-Netze Europa (Mobilfunk) |
| Mode S                         | 960               | 1164              | beispielsweise ADS-B auf 1090 MHz |
| GPS                            | 1227,60           | 1227,60           | Satellitennavigation |
| 1,2-GHz-Band                   | 1240              | 1300              | Amateurfunkdienst 23 cm |
| 1,5-GHz-Band                   | 1452              | 1492              | DAB, Umstellung auf Band III geplant |
| GPS                            | 1575,42           | 1575,42           | Satellitennavigation |
| Iridium                        | 1616              | 1625              | Satellitentelefonie |
| DCS 1800                       | 1710              | 1880              | E-Netze |
| PCS 1900                       | 1850              | 1990              | GSM-Netze Amerika |
| DECT                           | 1880              | 1900              | Digital Enhanced Cordless Telecommunications (schnurloses Telefon)                                                                                                 |
| Mobiler Landfunkdienst         | 1885              | 2025              | UMTS |
| Mobiler Landfunkdienst         | 2110              | 2200              | UMTS |
| ISM                            | 2400              | 2500              | Bluetooth, WLAN, RC-Modellbau, RFID, Wireless-MIDI, Funkmikrofone, in USA: DECT                                                                                    |
| WLL                            | 3400              | 3600              | WiMAX |
| ISM                            | 5725              | 5875              | WLAN, U-NII, Funkmikrofone |
| Rundfunkdienst über Satelliten | 10700             | 12750             | DVB-S und noch analog PAL/SECAM |
| 802.11ad WLAN                  | 57000             | 66000             | lizenzfrei, nur wenige Meter Reichweite, aber hohe Bandbreite |

## Astronomie
In der Astronomie wird das Spektrum in Bänder mit einer jeweiligen Schwerpunktwellenlänge eingeteilt.
| Wellenlänge in nm | Bezeichnung   | Information                                                                                            |
| ----------------- | ------------- | --- |
| 000< 10           | X (X-Ray)     | Röntgenbereich                                                                                         |
| 000 366           | U-Band        | (Ultraviolett)                                                                                         |
| 000 438           | B-Band        | (blau)                                                                                                 |
| 000 545           | V-Band        | (visuell, bildet ungefähr die Sichtbarkeit für das menschliche Auge ab mit 550 nm = grün als Maximum.) |
| 000 641           | R-Band        | rot |
| 000 798           | I-Band        | Infrarot (breite Streuung)                                                                             |
| 001 220           | J-Band        | nahes Infrarot (erster 2MASS-Sensor)                                                                   |
| 001 630           | H-Band        | nahes Infrarot (zweiter 2MASS-Sensor)                                                                  |
| 002 190           | K-Band        | nahes Infrarot (dritter 2MASS-Sensor bei 2,17 µm)                                                      |
| 003 450           | L-Band        | |
| 004 700           | M-Band        | |
| 010 000           | N-Band        | |
| 020 000           | Q-Band        | |
| 450 000           | Submillimeter | |

## Optische Datenkommunikation
| Band   | Bezeichnung          | Wellenlängenbereich |
| ------ | -------------------- | ------------------- |
| O-Band | Original             | 1260–1360 nm        |
| E-Band | Extended             | 1360–1460 nm        |
| S-Band | Short wavelength     | 1460–1530 nm        |
| C-Band | Conventional         | 1530–1565 nm        |
| L-Band | Long wavelength      | 1565–1625 nm        |
| U-Band | Ultralong wavelength | 1625–1675 nm        |